# Dajing (köpinghuvudort i Kina, Zhejiang Sheng, lat 28,41, long 121,15)
Dajing (kinesiska: 大荆, 大荆镇) är en köpinghuvudort i Kina. Den ligger i provinsen Zhejiang, i den östra delen av landet, omkring 230 kilometer sydost om provinshuvudstaden Hangzhou. Antalet invånare är 53 201. Befolkningen består av 26 438 kvinnor och 26 763 män. Barn under 15 år utgör 14,0 %, vuxna 15-64 år 73 %, och äldre över 65 år 12,0 %.
Runt Dajing är det mycket tätbefolkat, med 1 135 invånare per kvadratkilometer. Närmaste större samhälle är Daxi, 11,3 km nordost om Dajing. I omgivningarna runt Dajing växer i huvudsak blandskog.
Genomsnittlig årsnederbörd är 2 023 millimeter. Den regnigaste månaden är juni, med i genomsnitt 334 mm nederbörd, och den torraste är januari, med 74 mm nederbörd.